# Nederlandse Top 40
Pour les articles homonymes, voir Top 40.
Le Nederlandse Top 40 (« Top 40 néerlandais ») est un hit-parade hebdomadaire néerlandais. Il a été créé par la radio pirate Veronica en 1965. Il adopte son nom actuel en 1974. L'émission est actuellement diffusée le vendredi de 14h à 18h sur Qmusic.

## Histoire
Le classement a été créé par la radio pirate Veronica sous le nom Nederlandse Hitparade. La première chanson à atteindre la première place du classement, le 2 janvier 1965, est I Feel Fine des Beatles. Le 21 mai 1966, le hit-parade est renommé en Veronica Top-40.
Le 24 septembre 2018, il a été annoncé que Radio 538 arrêterait de diffuser le Nederlandse Top 40 en 2019. La dernière édition du Top 40 a été diffusé sur Radio 538 le 28 décembre 2018. Depuis le 4 janvier 2019, le Top 40 est diffusé sur Qmusic.

## Tipparade
Le Tipparade est un classement d'extension du Nederlandse Top 40 qui répertorie les candidats probables pour le Top 40. Il est basé sur les ventes, le streaming, la diffusion radio et les recommandations du grand public et de l'industrie de la musique.

## Records

### Singles le plus longtempsno1
| Semaines | Titre                                                  | Artiste(s)                                    | Année |
| -------- | ------------------------------------------------------ | --------------------------------------------- | ----- |
| 16       | One Kiss                                               | Calvin Harris et Dua Lipa                     | 2018  |
| 15       | Shape of You                                           | Ed Sheeran                                    | 2017  |
| 15       | Despacito (Remix)                                      | Luis Fonsi & Daddy Yankee feat. Justin Bieber | 2017  |
| 15       | Dance Monkey                                           | Tones and I                                   | 2019  |
| 14       | Blinding Lights                                        | The Weeknd                                    | 2019  |
| 13       | Balada                                                 | Gusttavo Lima                                 | 2012  |
| 12       | Dromen zijn bedrog                                     | Marco Borsato                                 | 1994  |
| 12       | Señorita                                               | Shawn Mendes et Camila Cabello                | 2019  |
| 11       | (Everything I Do) I Do It for You                      | Bryan Adams                                   | 1991  |
| 11       | Rood                                                   | Marco Borsato                                 | 2006  |
| 11       | Blijf bij mij (Dit zijn voor mij de allermooiste uren) | André Hazes et Gerard Joling                  | 2007  |
| 11       | Just the Way You Are                                   | Bruno Mars                                    | 2010  |
| 11       | Ai, Se eu te Pego                                      | Michel Teló                                   | 2012  |
| 11       | Blurred Lines                                          | Robin Thicke feat. T.I. & Pharrell Williams   | 2013  |
| 11       | Wake Me Up                                             | Avicii                                        | 2013  |
| 11       | Rather Be                                              | Clean Bandit                                  | 2014  |
| 11       | Cheerleader                                            | OMI                                           | 2015  |
| 11       | Duurt te lang                                          | Davina Michelle                               | 2018  |
| 10       | Ich bau' dir ein Schloß                                | Heintje                                       | 1968  |
| 10       | What's Up?                                             | 4 Non Blondes                                 | 1993  |
| 10       | Conquest of Paradise                                   | Vangelis                                      | 1995  |
| 10       | My Heart Will Go On                                    | Céline Dion                                   | 1998  |
| 10       | Fireflies                                              | Owl City                                      | 2009  |
| 10       | Happiness                                              | Alexis Jordan                                 | 2011  |
| 10       | I Took a Pill in Ibiza (SeeB Remix)                    | Mike Posner                                   | 2016  |
| 10       | Zoutelande                                             | BLØF feat. Geike Arnaert                      | 2018  |

Source

### Le plus longtemps dans le Top 40
- 49 semaines

Pharrell Williams — Happy (2013–14)
- 42 semaines

Lewis Capaldi - Someone You Loved (2019)
- 41 semaines

Corry en de Rekels (nl) — Huilen is voor jou te laat (1970–71)
- 40 semaines

Trio Hellénique / Polis & Les Helléniques / Duo Akropolis / Mikis Theodorakis — La Danse de Zorba (1965–66, 1974)[1]
The Scorpions (en) — Hello Josephine (1965, 1977)
- 39 semaines

Jane Birkin et Serge Gainsbourg — Je t'aime... moi non plus (1969, 1974)
- 38 semaines

Gotye feat. Kimbra — Somebody That I Used to Know (2011–12)
Avicii — Wake Me Up (2013–14, 2019)
- 35 semaines

Nini Rosso / Heinz Schachtner / Willy Schobben — Il silenzio (Abschiedsmelodie) (1965–66)[2]
Dave Berry (en) — This Strange Effect (1965–66)
- 34 semaines

De Heikrekels (nl) — Waarom heb jij me laten staan? (1967)
John Legend — All of Me (2013–14)
The Weeknd - Blinding Lights (2019-2020)
- 33 semaines

Henk Westbroek — Zelfs je naam is mooi (1998–99)
Gers Pardoel (en) — Ik neem je mee (2011–12)
Nielson (en) — Beauty en de brains (2012–13)
Lorde — Royals (2013–2014)
Sam Smith — Stay with Me (2014–15)
Major Lazer et DJ Snake feat. MØ — Lean On (2015)
5 Seconds of Summer - Youngblood (2018-19)
Danny Vera - Roller Coaster (en) (2019-20)
Camila Cabello ft. Young Thug - Havana (2017-18)
Source
Notes
- 1 ^ Quatre versions différentes de la chanson (qui figurait dans le film de 1964 Zorba le Grec), interprétées par quatre artistes différents, figuraient dans le Top 40 comme une seule chanson.
- 2 ^ Différentes versions de la chanson ont été interprétées par trois artistes différents et ont été répertoriées dans le Top 40 comme une seule chanson.